# Les Chemins de la gloire (Les Simpson)
Pour les articles homonymes, voir Les Chemins de la gloire (homonymie).
Les Chemins de la gloire est le huitième épisode de la vingt-septième saison de la série télévisée Les Simpson et le 582e épisode de la série. Il est sorti en première sur le réseau Fox le 6 décembre 2015.

## Synopsis
Lisa perd un concours d'inventions. En explorant avec Bart un asile abandonné, elle découvre un document ayant appartenu à la première inventrice de Springfield : Amelia Vanderbuckle. Cette dernière est à l'origine de plusieurs créations dont certaines, aux conséquences terribles, lui ont valu de finir sa vie internée, tout en poursuivant malgré tout ses travaux. Lisa veut alors prouver qu'Amelia mérite de figurer parmi les plus grandes inventrices de l'Histoire en retrouvant sa toute dernière invention. 
De son côté, Bart met la main sur un journal qui appartenait à un sociopathe et fait semblant d'en être l'auteur. Quand le chef Wiggum en informe la famille, Homer et Marge, inquiets, donnent à leur fils un test à remplir pour en avoir le cœur net. Furieux, Bart fait exprès de répondre n'importe quoi. Ses parents pensent alors qu'il est vraiment un sociopathe et satisfont ses quatre volontés jusqu'à ce qu'il soit emmené dans un établissement spécialisé. Rongé par les remords, Bart est bien décidé à prouver qu'il est sain d'esprit...

## Réception
Lors de sa première diffusion l'épisode a attiré 5,53 millions de téléspectateurs.